# Algajola
Algajola (korsisch Algaghjola) ist eine französische Gemeinde auf der Insel Korsika.

## Geografie
Algajola hat 368 Einwohner (Stand 1. Januar 2022). Es liegt an der Nordwestküste der Insel zwischen Calvi und L’Île-Rousse in der Balagne.
Die Kommune gehört zum Kanton Calvi und ist Teil des Arrondissements Calvi.

## Wirtschaft
Algajola ist ein Badeort und der Tourismus hat entscheidende Bedeutung: Während die Bevölkerung im Winter nur etwa 200 Einwohner zählt, bevölkern im Sommer Tausende den Ort, seinen Strand und die Umgebung. Hotels und Campingplätze in unmittelbarer Nähe zum Mittelmeer locken zahlreiche Gäste. Neben Badegästen nutzen auch Wanderer Algajola als Ausgangspunkt in das nahegelegene korsische Hochland und in die Dörfer des Hinterlands.

## Bevölkerungsentwicklung

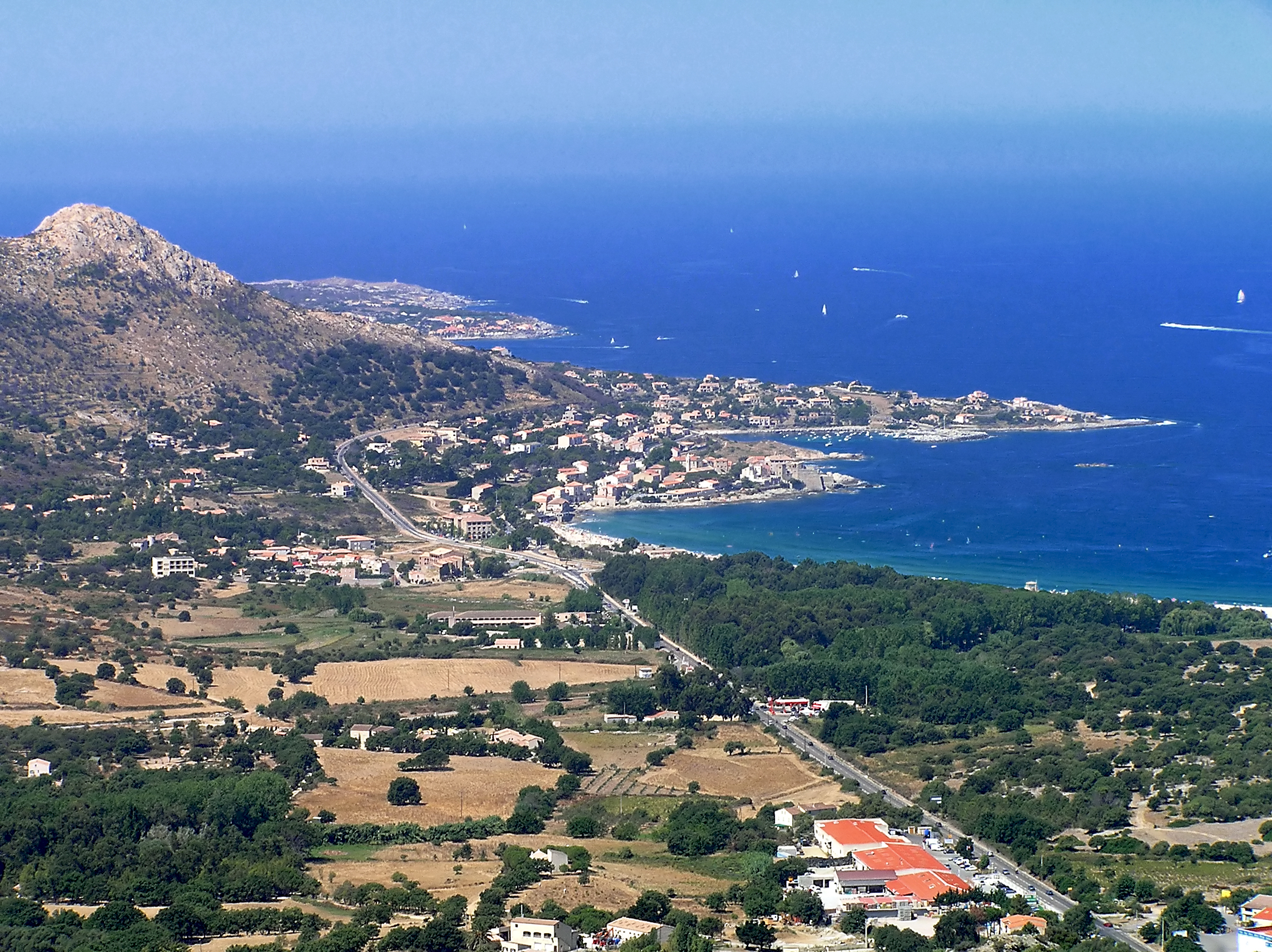
Blick auf Algajola

| Jahr                       | 1962 | 1968 | 1975 | 1982 | 1990 | 1999 | 2006 | 2016 |
| Einwohner                  | 129  | 129  | 178  | 228  | 211  | 216  | 268  | 358  |
| Quellen: Cassini und INSEE |      |      |      |      |      |      |      |      |

## Verkehr
Der Haltepunkt Algajola liegt an der Bahnstrecke Ponte-Leccia–Calvi.